# Вязовка (Житомирская область)
Вязо́вка (укр. В'язівка) — село на Украине, находится в Коростенском районе Житомирской области на реке Жерев.
Код КОАТУУ — 1823781601. Население по переписи 2001 года составляет 433 человека. Почтовый индекс — 11432. Телефонный код — 4140. Занимает площадь 1,646 км².

## Достопримечательности
Деревянная церковь Рождества Пресвятой Богородицы 1862 года постройки. Имела статус памятника архитектуры национального значения. Принадлежала к Овручской епархии УПЦ МП. По данным УПЦ МП, уничтожена российским обстрелом 7 марта 2022 года во время вторжения России на Украину; уцелела только колокольня.

## Адрес местного совета
11432, Житомирская область, Коростенский р-н, с. Вязовка